# Nicanor (fils de Parménion)
Pour les articles homonymes, voir Nicanor.
Nicanor (grec ancien : Νικάνωρ), mort en 330 av. J.-C., est un officier d'Alexandre le Grand. Il est un fils de Parménion et le frère de Philotas.

## Biographie
Il est mentionné pour la première fois au passage du Danube dans l'expédition d'Alexandre contre la Gètes en 335 av. J.-C., où il a dirigé une unité de la phalange. Au départ de l'expédition en Asie, il dirige les six bataillons (lochoi) d'hypaspistes (ou porte-boucliers). Il dirige aussi des unités de la cavalerie des Compagnons. Il est cité dans les trois grandes batailles du Granique, d'Issos et de Gaugamèles. Il a ensuite accompagné Alexandre avec une partie des troupes sous son commandement à la poursuite de Darius III (330). C'est probablement son dernier service, puisqu'il est mort d'une maladie peu de temps après, pendant l'avancée d'Alexandre en Bactriane. Sa mort fortuite a été considérée comme favorable à sa destinée, car il l'a empêché de participer au complot contre Alexandre et de subir le même sort que son frère Philotas.